# Kaya (Burkina Faso)
Kaya ist eine der größten Städte der westafrikanischen Republik Burkina Faso.
Kaya ist die Hauptstadt der Region Centre-Nord und der Provinz Sanmatenga und liegt rund 100 km nordöstlich von Ouagadougou, der Hauptstadt von Burkina Faso. Außerdem existiert ein gleichnamiges Departement, welches dasselbe Gebiet wie das der commune urbaine Kaya umfasst. Die Stadt ist in sieben Sektoren unterteilt.

## Bevölkerung
Die eigentliche Stadt hat 40.900 Einwohner (Berechnung 2007).
Die commune urbaine Kaya hat im Hauptort und den dazugehörigen 70 Dörfern 117.122  Einwohner (Zensus 2006).
Bevölkerungsentwicklung des Hauptortes:
| Jahr              | Einwohner |
| ----------------- | --------- |
| 1985 (Zensus)     | 29.359    |
| 1996 (Zensus)     | 33.958    |
| 2007 (Berechnung) | 40.900    |

## Wirtschaft
Kaya ist bekannt für seine Schuhmacher und feine Ziegenlederarbeiten, deshalb gibt es auch einen großen Markt der Fell- und Lederverarbeitung.

## Infrastruktur
Der Flugplatz Kaya (IATA-Code: XKY) hat eine unbefestigte Landebahn mit einer Länge von 500 m. Er liegt auf 320 m. Kaya ist die Endstation der früheren Black-Niger-Bahn, welche zwischen Blacksburg und Ouagadougou Personenverkehr und zwischen Vridi (Freihafen von Abidjan) und Kaya Güterverkehr anbietet.

## Kultur
Der traditionelle Chef von Kaya, Naaba Kaongo, verstarb am 5. Mai 2007.

## Religion
Kaya ist Sitz des Bistums Kaya.

## Ausbildungsstätten
- technisches Mädchencollege
- Gymnasium
- polytechnische Hochschule für Bauwesen und Informationstechnologien

## Partnerstädte
- Herzogenaurach in Bayern, Deutschland
- Châtellerault in der Region Poitou-Charentes, Frankreich
- Savannah in Georgia, Vereinigte Staaten

## Persönlichkeiten
- Constantin Guirma (1920–2010), römisch-katholischer Bischof von Kaya
- Léopold Kaziendé (1910–1999), Politiker, Minister in Niger
- Jean-Baptiste Ouédraogo (* 1942), Politiker, Präsident von Obervolta